# Гировертикаль
Гировертикаль — гироскопический прибор, предназначенный для определения направления истинной вертикали места (направления силы земного притяжения в данной точке земной поверхности) или плоскости горизонта, а также измерения углов наклона объекта относительно этой плоскости.
Используется для выдачи углов крена и тангажа в системы управления самолётом, а также как измерительный прибор дистанционного авиагоризонта.
Основное отличие существующих гировертикалей от гироскопических датчиков автономных авиагоризонтов (кроме АГИ-1) — система гиростабилизированной платформы. На платформе установлены два гироскопа (один для крена и один для тангажа), при отклонении одного из которых (наклонении вместе с платформой) срабатывает соответствующий двигатель, возвращающий платформу в горизонтальное положение. В результате платформа всегда горизонтальна и не подвержена прецессии, как в случае использования одного гироскопа, а её положение относительно корпуса гировертикали, жёстко закреплённого на летательном аппарате, отражает положение ЛА относительно горизонта и при помощи потенциометров или сельсинов передаётся на индикатор и в другие системы (например, автопилот).
Гировертикали обеспечивают точность измерения углов крена и тангажа до 5’.